# لورنس روبرتس (كرة سلة)
لورنس روبرتس (بالإنجليزية: Lawrence Roberts)‏ مواليد 20 أكتوبر 1982 في هيوستن، هو لاعب كرة سلة أمريكي بدأ مسيرته الاحترافية في سنة 2005 حيث تم اختياره من قبل فريق سياتل سوبرسونيكس خلال الدرافت. يبلغ طوله 6 قدم 9 بوصة (2.1 م).

## فرق لعب لها
- ميمفيس غريزليس
- نادي أولمبياكوس لكرة السلة
- ليتوفوس رايتس
- بايرن ميونخ لكرة السلة
- بي سي إم جرافيلين

## إحصائيات المسيرة

### الرابطة الوطنية لكرة السلة

#### الموسم الاعتيادي
| السنة   | الفريق         | لعب | بدأ | دقيقة | ميداني% | ثلاثية | حرة  | ارتداد | صنع | استلاب | تصدي | نقطة |
| ------- | -------------- | --- | --- | ----- | ------- | ------ | ---- | ------ | --- | ------ | ---- | ---- |
| 2005–06 | ميمفيس غريزليس | 33  | 0   | 5.5   | .455    | .000   | .478 | 1.5    | .2  | .2     | .1   | 1.5  |
| 2006–07 | ميمفيس غريزليس | 54  | 18  | 17.9  | .452    | .000   | .725 | 4.8    | .6  | .7     | .2   | 5.2  |
| المسيرة |                | 87  | 18  | 13.2  | .452    | .000   | .688 | 3.6    | .4  | .5     | .2   | 3.8  |

## روابط خارجية
- لورنس روبرتس على موقع الدوري الأوروبي لكرة السلة (الإنجليزية)
- لورنس روبرتس على موقع إن بي أي (الإنجليزية)
- لورنس روبرتس على موقع سبورتس رفرنس (الإنجليزية)
- لورنس روبرتس على موقع كرة السلة الأوروبية.كوم (الإنجليزية)
- لورنس روبرتس على موقع كلية كرة السلة في سبورتس رفرنس.كوم (الإنجليزية)
- لورنس روبرتس على موقع ريلجم (الإنجليزية)
- لورنس روبرتس على موقع بروبوليرز (الإنجليزية)
- لورنس روبرتس على موقع سبورتس رفرنس (الإنجليزية)
- لورنس روبرتس على موقع سبورتس رفرنس (الإنجليزية)